# 合志市
合志市（こうしし）は、熊本県中北部にある市。

## 地理

合志市主要部の空中写真。
2015年5月5日撮影の8枚を合成作成。。

熊本県の北部内陸部に位置する。市の北部は阿蘇山の火山灰が降り積もった黒ボクと呼ばれる火山灰性腐植土に覆われ広大な農地が形成されている。市の南部は熊本市に隣接しており、国道や県道、熊本電鉄沿線に住宅地や商業地が広がり、新市街地を形成している。熊本市のベッドタウンであり人口は増加傾向にある。
隣接している自治体・行政区
- 熊本市（北区）
- 菊池市
- 菊池郡：菊陽町、大津町

### 地名
- 合生（あいおい）
- 上庄（かみのしょう）
- 幾久富（きくどみ）
- 栄（さかえ）
- 須屋（すや）
- 竹迫（たかば）
- 豊岡（とよおか）
- 野々島（ののしま）
- 福原（ふくはら）
- 御代志（みよし）
- 上生（わぶ）

## 歴史
中世
- 建久年間（1190年 - 1198年） 合志郡の地頭職に任じられた中原師員によって竹迫城が築城される。
- 1337年（延元2年/建武4年） 南北朝時代、北朝方の合志幸隆が守る竹迫城を、南朝方の菊池武重が攻める。
- 1580年（天正8年） 合志親為、肥後に侵攻してきた島津氏と、これに与同する城親賢と久保田に戦って敗北。
- 1585年（天正13年） 竹迫城、島津氏の侵攻を受ける。新納久饒および川上忠堅の軍勢を合志隆重が迎え撃つが敗れる。
- 1587年（天正15年） 豊臣秀吉の九州征伐を受け、薩摩へ撤退する島津氏が竹迫城を焼却。

近現代
- 1889年（明治22年）4月1日 町村制施行により、現在の市域にあたる合志郡合志村・西合志村が発足。
- 1896年（明治29年）4月1日 郡制施行により、合志村・西合志村ともに菊池郡の所属となる。
- 1949年（昭和24年）5月30日 - 菊池恵楓園に昭和天皇が行幸（昭和天皇の戦後巡幸）[2]。
- 1966年（昭和41年）4月1日 合志村が町制施行、合志町となる。
- 1966年（昭和41年）10月1日 西合志村が町制施行、西合志町となる。
- 1992年（平成4年）6月1日 菊池郡西合志町が同郡泗水町と境界変更。
- 1992年（平成4年）12月1日 菊池郡西合志町が同郡泗水町と境界変更。
- 1997年（平成9年）9月1日 菊池郡西合志町が同郡泗水町と境界変更。
- 1999年（平成11年）9月1日 菊池郡合志町が同郡泗水町と境界変更。
- 2006年（平成18年）2月27日 菊池郡合志町・西合志町が合併し合志市が発足。

## 行政

### 歴代市長
| 代             | 氏名       | 就任年月日    | 退任年月日   | 備考         |
| -------------- | ---------- | ------------- | ------------ | ------------ |
| 市長職務執行者 | 秋吉不二雄 | 2006年2月27日 | 2006年4月2日 | 旧合志町長   |
| 初代           | 大住清昭   | 2006年4月2日  | 2010年4月1日 | 旧西合志町長 |
| 2-5代          | 荒木義行   | 2010年4月2日  | 現職         |              |

### 市役所
合志市は分庁方式を採用する。合志庁舎の情報は右上部を参照。
総合センターヴィープル（旧西合志庁舎）
〒861-1193 熊本県合志市御代志1661番地1

## 産業
- 市内総生産 1,870億円（2011年度）[4]

### 合志市に本社を置く主要企業
- 熊本ガス
- 合志技研工業（本田技研工業の連結子会社）
- 東京エレクトロン九州
- 吉弘鋼材

### 合志市に支社・工場を置く主要企業
- 日本たばこ産業西日本原料本部
- 三菱電機熊本工場
- ローツェ九州工場
- 日本エア・リキード熊本営業所
- 旭精機熊本営業所
- ニチアス熊本営業所

## 地域

### 人口
| |                                        |  |
| 合志市と全国の年齢別人口分布（2005年） | 合志市の年齢・男女別人口分布（2005年） |  |
| ■紫色 ― 合志市 ■緑色 ― 日本全国 | ■青色 ― 男性 ■赤色 ― 女性              |  |
| 合志市（に相当する地域）の人口の推移 \| 1970年（昭和45年） \| 19,651人 \| \| \| 1975年（昭和50年） \| 22,664人 \| \| \| 1980年（昭和55年） \| 31,856人 \| \| \| 1985年（昭和60年） \| 38,142人 \| \| \| 1990年（平成2年） \| 42,014人 \| \| \| 1995年（平成7年） \| 46,925人 \| \| \| 2000年（平成12年） \| 49,391人 \| \| \| 2005年（平成17年） \| 51,647人 \| \| \| 2010年（平成22年） \| 55,002人 \| \| \| 2015年（平成27年） \| 58,370人 \| \| \| 2020年（令和2年） \| 61,772人 \| \| |                                        |  |
| 総務省統計局 国勢調査より |                                        |  |
| 1970年（昭和45年） | 19,651人                               |  |
| 1975年（昭和50年） | 22,664人                               |  |
| 1980年（昭和55年） | 31,856人                               |  |
| 1985年（昭和60年） | 38,142人                               |  |
| 1990年（平成2年） | 42,014人                               |  |
| 1995年（平成7年） | 46,925人                               |  |
| 2000年（平成12年） | 49,391人                               |  |
| 2005年（平成17年） | 51,647人                               |  |
| 2010年（平成22年） | 55,002人                               |  |
| 2015年（平成27年） | 58,370人                               |  |
| 2020年（令和2年） | 61,772人                               |  |

### 教育
高等専門学校
- 国立
  - 熊本高等専門学校 熊本キャンパス（熊本電波工業高等専門学校のキャンパスを継承して2009年10月に開校）

高等学校
- 熊本県内の14市のうち、唯一高等学校がない市である。(合志市以外の13市には、1ヵ所以上高等学校がある。)

中学校
- 市立
  - 合志中学校
  - 西合志中学校
  - 西合志南中学校
  - 合志楓の森中学校

小学校
太字の学校は標準服が存在している。
- 市立
  - 合志小学校
  - 合志南小学校
  - 南ヶ丘小学校
  - 合志楓の森小学校
  - 西合志第一小学校
  - 西合志南小学校
  - 西合志中央小学校
  - 西合志東小学校

特別支援学校
- 熊本県立菊池支援学校
- 熊本県立黒石原支援学校
- 熊本県立ひのくに高等支援学校

学校教育以外の施設

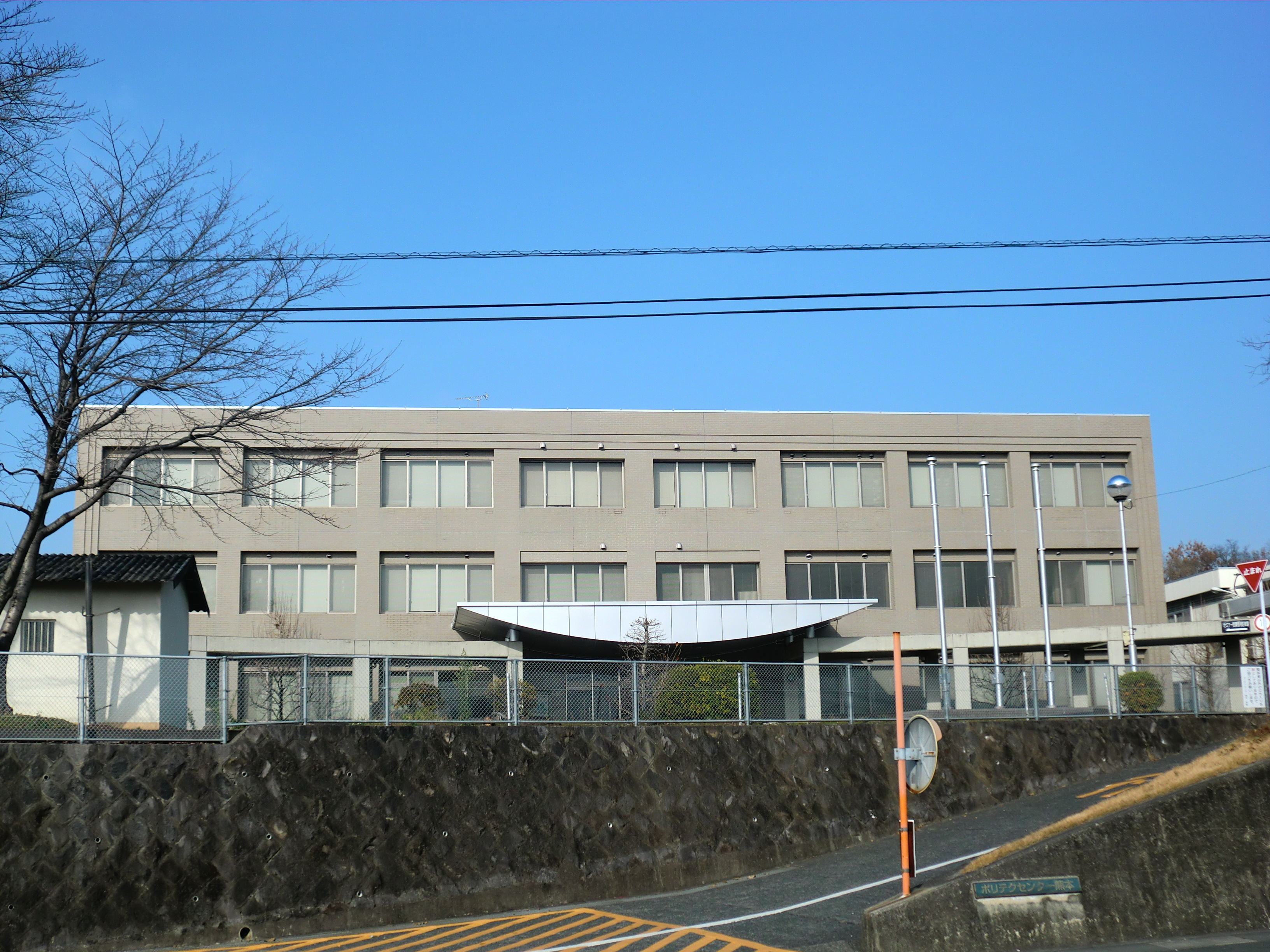
ポリテクセンター熊本

- 独立行政法人高齢・障害・求職者雇用支援機構熊本支部熊本職業能力開発促進センター （愛称：ポリテクセンター熊本）

### 医療
病院
- 独立行政法人国立病院機構 熊本再春医療センター
- 独立行政法人国立病院機構菊池病院

療養所
- 国立療養所菊池恵楓園（国立ハンセン病療養所）

### 研究所
独立行政法人
- 国立研究開発法人農業・食品産業技術総合研究機構九州沖縄農業研究センター
- 国立研究開発法人森林研究・整備機構森林総合研究所林木育種センター九州育種場

熊本県
- 農業研究センター
- 農業大学校

### 主な商業施設
- ゆめモール合志
- アンビー熊本
- スプリングガーデン御代志

出版文化産業振興財団の調査により、2024年8月現在で市内に書店が1軒もないことが報告されている。なお同年同月現在、市内に書店が1軒もない市は15道府県に計24市存在する。

### その他施設
- 合志マンガミュージアム

## 郵便
- 熊本県内の14市のうち、唯一集配郵便局がない市である（合志市以外の13市には、1か所以上集配郵便局がある）。
- 郵便番号は以下の通りとなっている。
  - 熊本北郵便局（菊陽町）：861-00xx、861-80xx、861-85xx、861-86xx、861-87xx、869-11xx、861-11xx

## 交通

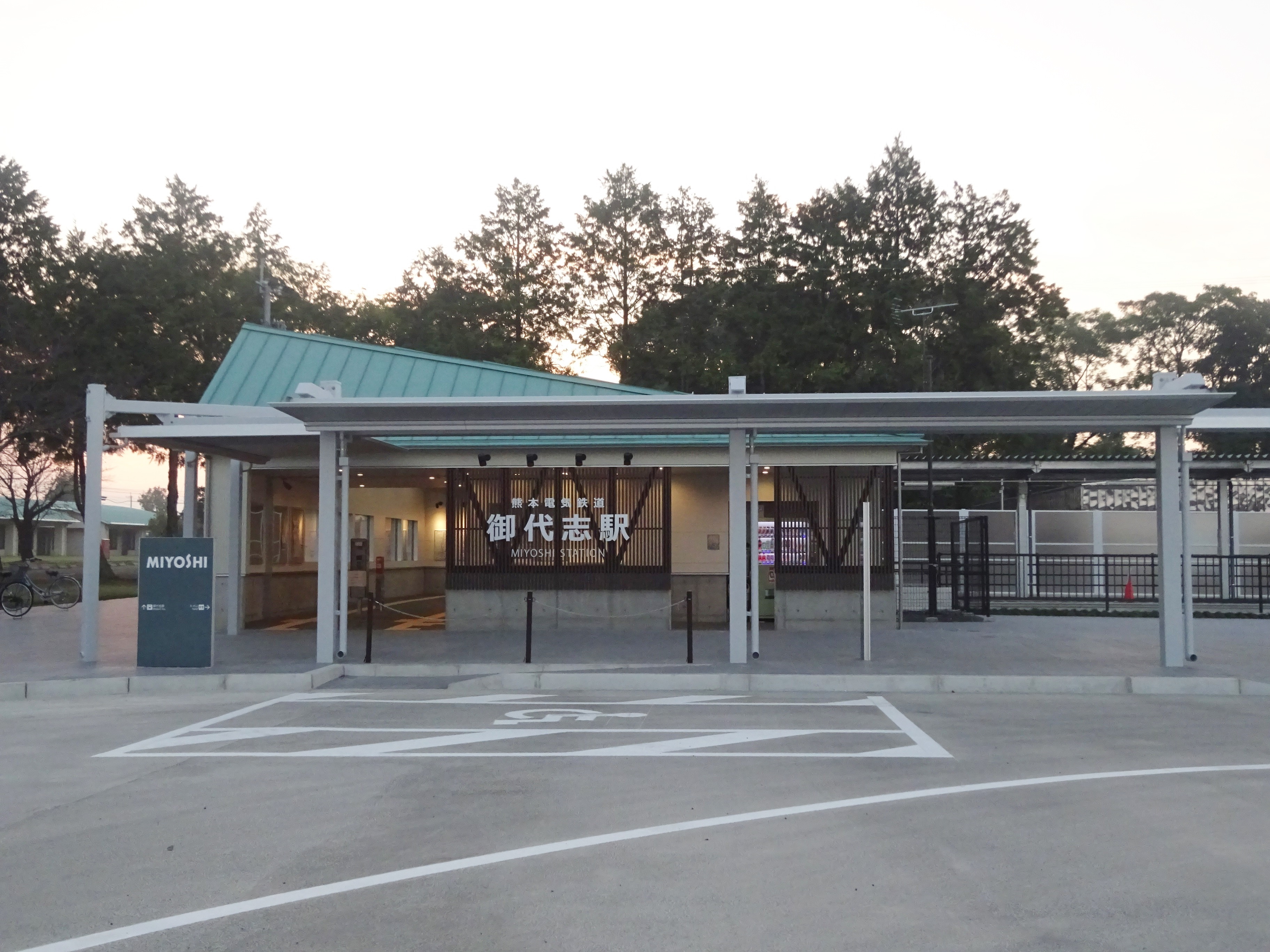
御代志駅

### 空港
- 最寄り空港は熊本空港（阿蘇くまもと空港）。

### 鉄道
熊本電気鉄道（愛称・菊電）
- ■菊池線：新須屋駅 - 須屋駅 - 三ツ石駅 - 黒石駅 - 熊本高専前駅 - 再春医療センター前駅 - 御代志駅

### 道路
高速道路
- 九州自動車道が市内を通っているが、市内にインターチェンジはない。最寄りのインターチェンジは北熊本スマートインターチェンジ。

一般国道
- 国道3号熊本北バイパス - 市域の南西を1kmくらいかすめる。
- 国道387号

主要地方道（県道）
- 熊本県道30号大津植木線
- 熊本県道37号熊本菊鹿線
- 熊本県道49号熊本大津線

一般県道
- 熊本県道138号辛川鹿本線
- 熊本県道311号新山原水線
- 熊本県道316号住吉熊本線
- 熊本県道341号大津西合志線

### バス路線

#### 一般路線バス
- 熊本電気鉄道（熊本電鉄バス）
  - 熊本市 - 合志市 - 菊池市
  - 熊本市 - 菊陽町 -合志市

#### コミュニティバス等
- レターバス - コミュニティバス（毎日運行）
- 乗合タクシー - 週3日（路線により月水金曜日もしくは火木土曜日の運行）

かつて運行していた合志市内循環バスは乗合タクシーに移行、廃止された。

#### 高速バス
福岡市と熊本市を結ぶ「ひのくに号」と、長崎市と熊本市を結ぶ「りんどう号」が九州自動車道上の西合志バスストップに停車する。「ひのくに号」は熊本市との間でも利用可能。「ひのくに号」のうち光の森発着の系統は西合志には停車せず御代志（熊本電鉄御代志駅前）に停車する（光の森との間での利用は不可）。なお現在は市内に夜行高速バスは発着しない。
| 愛称名     | 運行会社                  | 運行区間 |
| ---------- | ------------------------- | --- |
| ひのくに号 | 九州産交バス 西日本鉄道   | 天神高速BT・博多BT - 西合志 - 武蔵ヶ丘 - （益城インター口・熊本市街地）・桜町BT・熊本駅前                                                                       |
| ひのくに号 | 九州産交バス 西日本鉄道   | 天神高速BT・博多BT - 筑紫野 - 高速基山 - 広川 - 八女IC - 菊水IC - 植木IC - 西合志 - 武蔵ヶ丘 - （松の本・熊本市街地）・桜町BT                                   |
| ひのくに号 | 九州産交バス 西日本鉄道   | 福岡空港 - 筑紫野 - 基山 - 宮の陣 - 久留米IC - 広川 - 八女IC - 瀬高 - 山川 - 小原 - 菊水IC - 鹿央 - 植木IC - 西合志 - 武蔵ヶ丘 - （松の本・熊本市街地）・桜町BT |
| ひのくに号 | 九州産交バス              | 天神高速BT・博多BT - 御代志 |
| りんどう号 | 九州産交バス 長崎県交通局 | 長崎駅前・大橋・昭和町・諫早IC・大村木場・大村IC・松原 - 西合志                                                                                                 |

## 観光・祭事・スポーツ

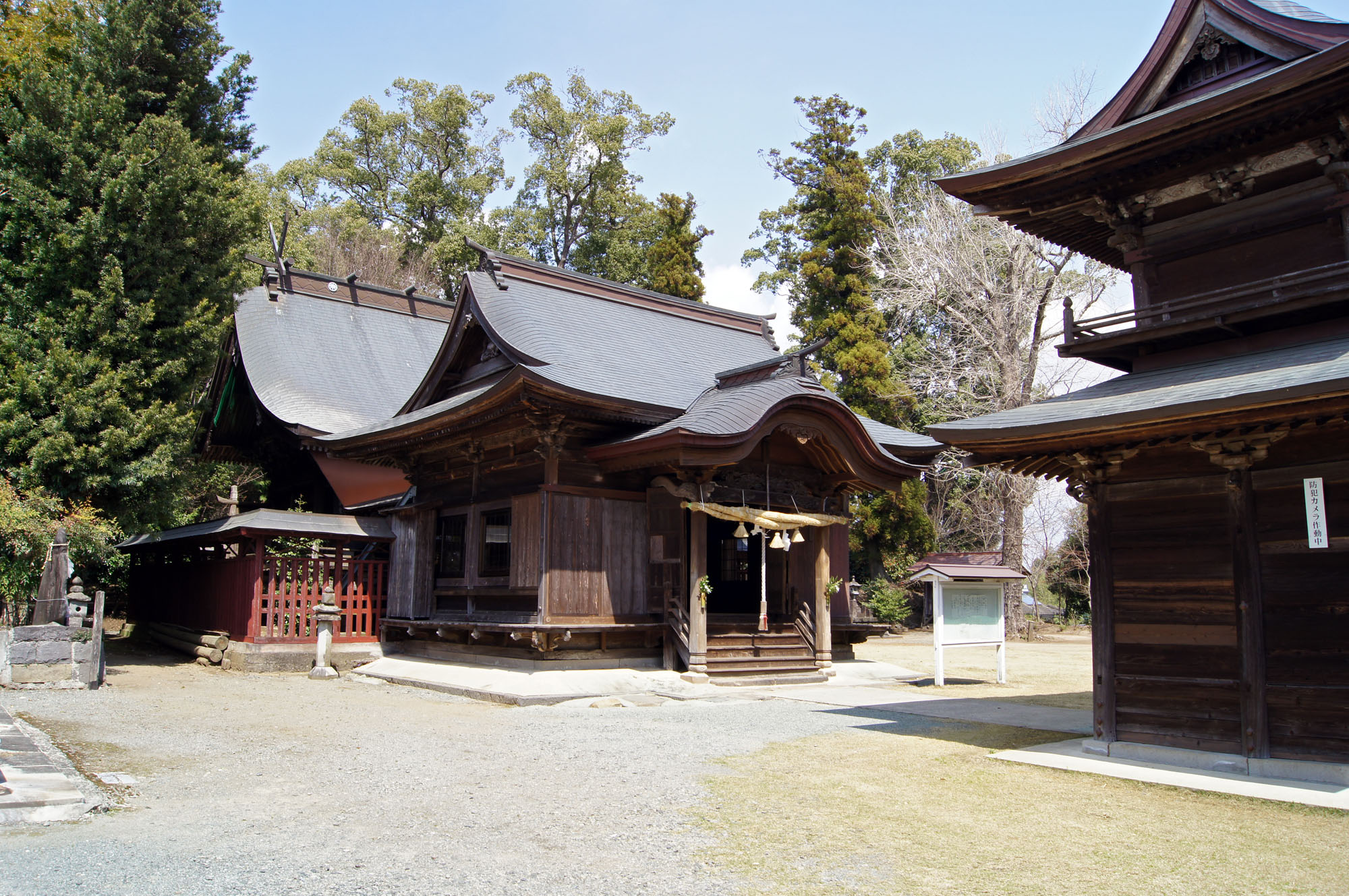
竹迫日吉神社

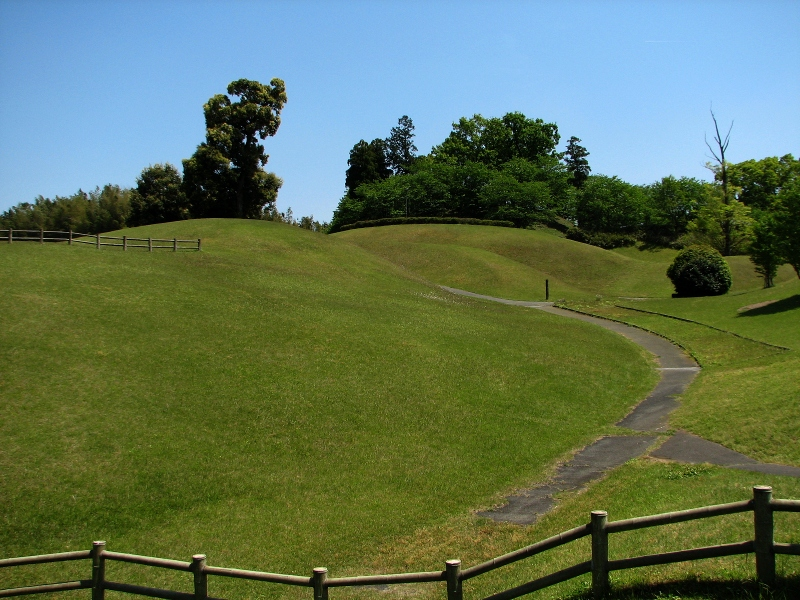
竹迫城

### 名所・旧跡
- 竹迫日吉公園（竹迫城）
- 妙泉寺公園（戦国時代・島津氏と合志氏ら反島津連合軍との戦があった）
- 須屋八幡宮（須屋神楽と呼ばれる神楽が奉納される）
- 須屋城跡歴史公園
- 二子山石器製作遺跡群
- 飯高山公園
- 熊本県農業公園（カントリーパーク）
- 黒松古墳群
- 弁天山公園

### スポーツ
- 熊本ゴールデンラークス（社会人野球）

## 著名な出身者

### 歴史上の人物
- 合志幸隆（南北朝時代・北朝方・竹迫城主、南朝方・菊池武光と何度も戦を交える）
- 合志親為（戦国時代・合志氏当主）
- 合志親重（戦国時代・合志氏最後の当主・親為の弟）
- 須屋隆正（戦国時代・菊池氏一族で須屋城主、合志親為らと共に島津氏の侵攻に抵抗する）

### 現代
- 斎藤巌（元衆議院議員、弁護士）
- うすた京介（漫画家）
- 中山節夫（映画監督）
- 村上史（エフエム宮崎の女性アナウンサー）
- 辻ゆりえ（モデル、タレント）
- 中別府葵（モデル、女優、タレント）
- 渕上彩夏（モデル、タレント、女優）
- 加納麻衣（ローカルタレント）
- Kimeru（男性歌手、俳優）- 旧・西合志町出身
- 田代真琴（歌手、ラジオパーソナリティ）
- 036（MC）
- dice（ラッパー）
- 内柴正人（柔道家）
- 藤本貴大（ショートトラックスピードスケート選手）
- 松永幹夫（JRA調教師（元騎手））
- 福の花孝一（元大相撲力士）
- 谷山佳菜子（女子プロボクサー）
- 稲倉大輝（プロ野球選手）
- 中嶋雄大（サッカー選手）
- 野田智裕（サッカー選手）
- 坂梨朋彦（バレーボール選手）
- 島津玲奈（近代五種競技選手）
- 竹田麗央（女子プロゴルファー）